# Discografia de Diante do Trono
A discografia do Diante do Trono consiste em álbuns ao vivo e álbuns de estúdio, a banda é recordista em vendas, já vendeu mais de 15 milhões de cópias.

## Álbuns

### Série Diante do Trono (Ao Vivo)
| Ano  | Informações do álbum |
| ---- | --- |
| 1998 | Diante do Trono - Local da Gravação: Igreja Batista da Lagoinha, Belo Horizonte, MG (7.000 pessoas presentes) - Data da Gravação: 31 de janeiro de 1998 - Lançamento: 1998 - Gravadoras: Diante do Trono - Formatos: CD, DVD, K7, Playback, VHS & download digital - Duração: 72:09 (CD) e 87:50 (DVD & VHS) - Vendas: 680.000 (CD) - Certificações: 2× Platina (CD) Ouro (DVD)                                               |
| 1999 | Exaltado - Local da Gravação: Igreja Batista da Lagoinha, Belo Horizonte, MG (7.000 pessoas presentes) - Data da Gravação: 13 de fevereiro de 1999 - Lançamento: 1999 - Gravadoras: Diante do Trono - Formatos: CD, DVD, K7, VHS & download digital - Duração: 72:32 (CD) e 89:36 (DVD & VHS) - Vendas: 500.000 (CD) - Certificações: 2× Platina (CD) Ouro (DVD)                                                              |
| 2000 | Águas Purificadoras - Local da Gravação: Parque de Exposições da Gameleira, Belo Horizonte, MG (70.000 pessoas presentes) - Data da Gravação: 15 de julho de 2000 - Lançamento: Setembro de 2000 - Gravadoras: Diante do Trono - Formatos: CD, DVD, Playback, VHS & download digital - Duração: 73:08 (CD) e 90:12 (DVD e VHS) - Vendas: 1.500.000 (CD) - Certificações: Diamante (CD) Ouro (DVD)                             |
| 2001 | Preciso de Ti - Local da Gravação: Estádio Mineirão, Belo Horizonte, MG (210.000 pessoas presentes) - Data da Gravação: 14 de julho de 2001 - Lançamento: Setembro de 2001 - Gravadoras: Diante do Trono - Formatos: CD, DVD, Playback, VHS & download digital - Duração: 73:04 (CD) e 96:25 (DVD & VHS) - Vendas: 2.000.000 (CD) - Certificações: 2× Diamante (CD) Platina (DVD)                                             |
| 2002 | Nos Braços do Pai - Local da Gravação: Esplanada dos Ministérios, Brasília, DF (1.200.000 pessoas presentes) - Data da Gravação: 13 de julho de 2002 - Lançamento: Setembro de 2002 - Gravadoras: Diante do Trono - Formatos: CD, DVD, Playback, VHS & download digital - Duração: 73:39 (CD) e 196:59 (DVD & VHS) - Vendas: 1.200.000 (CD) 250.000 (DVD) - Certificações: Diamante (CD) 2× Diamante (DVD)                    |
| 2003 | Quero Me Apaixonar - Local da Gravação: Aeroporto Campo de Marte, São Paulo, SP (2.000.000 pessoas presentes) - Data da Gravação: 12 de julho de 2003 - Lançamento: Setembro de 2003 - Gravadoras: Diante do Trono - Formatos: CD, DVD, Playback, VHS & download digital - Duração: 74:02 (CD) e 122:15 (DVD & VHS) - Vendas: 1.000.000 (CD) 170.000 (DVD) - Certificações: 3× Platina (CD) Diamante (DVD)                    |
| 2004 | Esperança - Local da Gravação: Centro Administrativo da Bahia, Salvador, Bahia (1.200.000 pessoas presentes) - Data da Gravação: 10 de julho de 2004 - Lançamento: Setembro de 2004 - Gravadoras: Diante do Trono - Formatos: CD, DVD, Playback, VHS & download digital - Duração: 73:40 (CD) e 123:08 (DVD & VHS) - Vendas: 700.000 (CD) 190.000 (DVD) - Certificações: Diamante (CD) Diamante (DVD)                         |
| 2005 | Ainda Existe Uma Cruz - Local da Gravação: Margens do Lago Guaíba, Porto Alegre, RS (300.000 pessoas presentes) - Data da Gravação: 9 de julho de 2005 - Lançamento: Setembro de 2005 - Gravadoras: Diante do Trono - Formatos: CD, DVD, Playback, VHS & download digital - Duração: 72:41 (CD) e 122:39 (DVD & VHS) - Vendas: 500.000 (CD) 95.000 (DVD) - Certificações: Platina (CD) Diamante (DVD)                         |
| 2006 | Por Amor de Ti, Oh Brasil - Local da Gravação: Arena Yamada, Belém, PA (80.000 pessoas presentes) - Data da Gravação: 15 de julho de 2006 - Lançamento: Setembro de 2006 - Gravadoras: Diante do Trono - Formatos: CD, DVD, Playback & download digital - Duração: 73:29 (CD) e 123:02 (DVD) - Vendas: 300.000 (CD) 60.000 (DVD) - Certificações: 3× Platina (CD) Platina (DVD)                                               |
| 2007 | Príncipe da Paz - Local da Gravação: Praça da Apoteose, Rio de Janeiro, RJ (100.000 pessoas presentes) - Data da Gravação: 7 de julho de 2007 - Lançamento: Setembro de 2007 - Gravadoras: Diante do Trono - Formatos: CD, DVD, Playback & download digital - Duração: 72:56 (CD) e 121:48 (DVD) - Vendas: 370.000 (CD) 74.000 (DVD) - Certificações: Platina (CD) Platina (DVD)                                              |
| 2008 | A Canção do Amor - Local da Gravação: Chevrolet Hall, Recife, PE (45.000 pessoas presentes) - Data da Gravação: 4 e 5 de julho de 2008 - Lançamento: Setembro de 2008 - Gravadoras: Diante do Trono - Formatos: CD, DVD, Playback & download digital - Duração: 73:47 (CD) e 110:30 (DVD) - Vendas: 150.000 (CD) 53.000 (DVD) - Certificações: Platina (CD) Platina (DVD)                                                     |
| 2009 | Tua Visão - Local da Gravação: Praça da Estação, Belo Horizonte, MG (50.000 pessoas presentes) - Data da Gravação: 1 de agosto de 2009 - Lançamento: 30 de setembro de 2009 - Gravadoras: Som Livre - Formatos: CD, DVD, Playback & download digital - Duração: 71:31 (CD) e 114:52 (DVD) - Vendas: 200.000 (CD) 77.000 (DVD) - Certificações: Platina (CD) Platina (DVD)                                                     |
| 2010 | Aleluia - Local da Gravação: Parque do Peão, Barretos, SP (150.000 pessoas presentes) - Data da Gravação: 17 de julho de 2010 - Lançamento: 17 de setembro de 2010 - Gravadoras: Som Livre - Formatos: CD, DVD, Playback, Blu-ray & download digital - Duração: 71:45 (CD) e 129:28 (DVD & Blu-ray) - Vendas: 250.000 (CD) 110.000 (DVD) - Certificações: 3× Platina (CD) 2× Platina (DVD)                                    |
| 2011 | Sol da Justiça - Local da Gravação: Praia do Meio e Teatro Riachuelo, Natal, RN (120.000 e 2.500 pessoas presentes) - Data da Gravação: 16 e 18 de julho de 2011 - Lançamento: 18 de setembro de 2011 - Gravadoras: Som Livre - Formatos: CD, DVD, Playback, Blu-ray & download digital - Duração: 73:57 (CD), 71:48 e 117:29 (DVD & Blu-ray) - Vendas: 130.000 (CD) 81.000 (DVD) - Certificações: Platina (CD) Platina (DVD) |
| 2012 | Creio - Local da Gravação: Sambódromo de Manaus, Manaus, AM (350.000 pessoas presentes) - Data da Gravação: 9 de junho de 2012 - Lançamento: 25 de setembro de 2012 - Gravadoras: Som Livre - Formatos: CD, Playback, DVD, Blu-ray & download digital - Duração: 73:40 (CD) e 117:47 (DVD & Blu-ray) - Vendas: 180.000(CD) 82.000 (DVD) - Certificações: Platina (CD) Platina (DVD)                                           |
| 2014 | Tu Reinas - Local da Gravação: Parque de Eventos Padre Cícero, Juazeiro do Norte, CE (30.000 pessoas presentes) - Data da Gravação: 6 de julho de 2013 - Lançamento: 6 de outubro de 2014 - Gravadoras: Diante do Trono - Formatos: CD, DVD & download digital - Duração: 72:13 (CD) e 120:00 (DVD) - Vendas: 100.000 (CD) 45.000 (DVD) - Certificações: Ouro (CD)                                                            |
| 2015 | Tetelestai - Local da Gravação: Torre de Davi, Jardim do Túmulo Vazio e Monte das Oliveiras, Jerusalém, Israel (557 pessoas presentes) - Data da Gravação: 13, 14 e 15 de maio de 2014 - Lançamento: 28 de junho de 2015 - Gravadoras: Diante do Trono e Onimusic - Formatos: CD, DVD & download digital - Duração: 71:08 (CD) - Vendas: 80.000 (CD) 25.000 (DVD) - Certificações: Ouro (CD)                                  |
| 2017 | Deserto de Revelação - Local da Gravação: Amã, Jerash, Petra, Little Pedra, Wadi Rum, Mar da Galileia, Jordânia & Israel - Data da Gravação: 14, 15 e 16 de junho de 2017 - Lançamento: 20 de novembro de 2017 - Gravadoras: Onimusic - Formatos: CD & download digital - Duração: 62:75 (CD) - Vendas: 5.000 - Certificações: TBA                                                                                            |
| 2019 | Outra Vez - Local da Gravação: Igreja Batista da Lagoinha, Belo Horizonte, Brasil (4 mil pessoas presentes) - Data da Gravação: 19 de abril de 2019 - Lançamento: Volume 1: 17 de Setembro de 2019/ Volume 2: 26 de Novembro de 2019 / Deluxe: 24 de março de 2020 - Gravadoras: Diante do Trono e Onimusic - Formatos: CD, download digital - Duração: 96:00 minutos (Deluxe) - Vendas: 1.800 - Certificações: TBA           |
| 2021 | Respirar - Local da Gravação: Estância Paraíso, Sabará, Brasil - Data da Gravação: 10 de Dezembro de 2020 - Lançamento: 21 de Setembro de 2021 - Gravadoras: Diante do Trono e Onimusic - Formatos: download digital - Duração: 51:18 - Vendas: TBA - Certificações: TBA |
| 2022 | Sim e Amém - Local da Gravação: Expo Dom Pedro], Campinas, SP - Data da Gravação: 14 de Abril de 2022 - Lançamento: 26 de janeiro de 2023 - Gravadoras: Diante do Trono e Onimusic - Formatos: download digital - Duração: 69:00 - Vendas: TBA - Certificações: TBA |
| 2023 | Memorias do Coração - Local da Gravação: Igreja Batista da Lagoinha, Belo Horizonte, MG. - Data da Gravação: 06 de Abril de 2023 - Lançamento: 06 de Julho de 2023 - Gravadoras: Diante do Trono e Onimusic - Formatos: download digital - Duração: 95:00 - Vendas: TBA - Certificações: TBA |

### Outros álbuns ao vivo
| Ano  | Informações do álbum |
| ---- | --- |
| 2002 | Brasil Diante do Trono - Local da Gravação: Estádio Maracanã, Rio de Janeiro, RJ (180.000 pessoas presentes) - Data da Gravação: 1 de dezembro de 2001 - Lançamento: 2002 - Gravadoras: Diante do Trono - Formatos: CD & VHS - Duração: 65:46 (CD 1), 60:00 (CD 2) e 89:24 (VHS) - Vendas: 500.000 (CD) - Certificações: 2× Platina (CD)                     |
| 2007 | Tempo de Festa - Local da Gravação: Via Funchal, São Paulo, SP (7.000 pessoas presentes) - Data da Gravação: 9 e 10 de março - Lançamento: 2007 - Gravadoras: Diante do Trono - Formatos: CD, DVD & download digital - Duração: 61:33 (CD 1), 59:33 (CD 2) e 185:00 (DVD) - Vendas: 200.000 (CD) 60.000 (DVD) - Certificações: 2× Platina (CD) Platina (DVD) |
| 2008 | Com Intensidade - Local da Gravação: Mineirinho, Belo Horizonte, MG (13.000 pessoas presentes) - Data da Gravação: 16 de abril de 2007 - Lançamento: 2008 - Gravadoras: Diante do Trono - Formatos: CD, DVD & download digital - Duração: 71:26 (CD) e 130:00 (DVD) - Vendas: 50.000 (CD) 40.000 (DVD) - Certificações: Ouro (CD) Ouro (DVD)                 |
| 2012 | Glória a Deus - Local da Gravação: Igreja Batista da Lagoinha, Belo Horizonte, MG (6.000 pessoas presentes) - Data da Gravação: 22 de abril - Lançamento: 2012 - Gravadoras: Som Livre e Diante do Trono - Formatos: CD & download digital - Duração: 73:55 (CD) - Vendas: 100.000 (CD) - Certificações: Platina (CD)                                        |
| 2013 | Renovo - Local da Gravação: Expominas, Belo Horizonte, MG (12.000 pessoas presentes) - Data da Gravação: 29 de março - Lançamento: 8 de junho de 2013 - Gravadoras: Som Livre e Diante do Trono - Formatos: CD & download digital - Duração: 74:22 (CD) - Vendas: 75.000 (CD) - Certificações: Ouro (CD)                                                     |
| 2015 | Deus Reina - Local da Gravação: Igreja Batista da Lagoinha, Belo Horizonte, MG (6.000 pessoas presentes) - Data da Gravação: 12 de agosto de 2014 - Lançamento: 2015 - Gravadoras: Onimusic - Formatos: CD & download digital - Duração: 59:14 (CD) - Vendas: 20.000 (CD) - Certificações:                                                                   |
| 2016 | Pra Sempre Teu - Local da Gravação: Igreja Batista da Lagoinha, Belo Horizonte, MG (6.000 pessoas presentes) - Data da Gravação: 1 de setembro de 2015 - Lançamento: 23 de junho de 2016 - Gravadoras: Onimusic - Formatos: CD & download digital - Duração: - Vendas: + 5.000 (até agora) - Certificações:                                                  |
| 2016 | Imersão - Local da Gravação: Igreja Life Fellowship, McKinney, Estados Unidos - Data da Gravação: 8 de outubro de 2016 - Lançamento: Novembro de 2016 - Gravadoras: Onimusic - Formatos: CD & download digital - Duração: 61:04 - Vendas: 30.000 - Certificações:                                                                                            |
| 2017 | Muralhas - Local da Gravação: Igreja Bíblica da Paz, São Paulo - Data da Gravação:23 de Junho de 2016 - Lançamento:13 de Abril de 2017 - Gravadoras: Onimusic - Formatos: CD & download digital - Duração: 61:04 - Vendas: - Certificações |
| 2017 | Imersão 2 - Local da Gravação: Igreja Batista da Lagoinha,Belo Horizonte (7.000 pessoas presente) - Data da Gravação: 13 de abril de 2017 - Lançamento: Agosto de 2017 - Gravadoras: Onimusic - Formatos: CD & download digital - Duração: 67:13 - Vendas: 15.000 - Certificações                                                                            |
| 2018 | Eu e a Minha Casa - Local da Gravação: Igreja Batista da Lagoinha, Belo Horizonte, MG - Data da Gravação: 03 de Agosto de 2017 - Lançamento: 26 de Julho de 2018 - Gravadoras: Onimusic - Formatos: CD & download digital - Duração: 54:00 (CD) - Vendas: TBA (CD) - Certificações: TBA                                                                      |
| 2018 | Musical DT 20 Anos - Local da Gravação: Igreja Batista da Lagoinha, Belo Horizonte, MG - Data da Gravação:29 de março de 2018 - Lançamento: 21 de dezembro de 2018 - Gravadoras: Onimusic - Formatos: download digital - Duração: 68:00 (CD) - Vendas: TBA (CD) - Certificações: TBA                                                                         |

### Compilações
| 2021 | Extras Diante do Trono - Lançamento: 11 de fevereiro de 2021 - Gravadoras: Onimusic - Formatos: Streaming & download digital - Duração: 54:25 - Vendas: TBA (CD) - Certificações: TBA |

### Crianças Diante do Trono
| Ano  | Informações do álbum |
| ---- | --- |
| 2001 | Crianças Diante do Trono - Lançamento: 2001 - Gravadoras: Diante do Trono - Formatos: CD, Playback, DVD, VHS & download digital - Duração: 59:29 (CD) e 62:31 (DVD & VHS) - Vendas: 500.000 (CD) 150.000 (DVD) - Certificações: Platina (CD) Diamante (DVD)   |
| 2003 | Amigo de Deus - Lançamento: 2003 - Gravadoras: Diante do Trono - Formatos: CD, Playback, DVD, VHS & download digital - Duração: 48:55 (CD) e 52:27 (DVD & VHS) - Vendas: 250.000 (CD) 100.000 (DVD) - Certificações: Platina (CD) Diamante (DVD)              |
| 2004 | Quem é Jesus? - Lançamento: 2004 - Gravadoras: Diante do Trono - Formatos: CD, Playback, DVD, VHS & download digital - Duração: 55:42 (CD) e 53:07 (DVD & VHS) - Vendas: 350.000 (CD) 250.000 (DVD) - Certificações: 3× Platina (CD) Diamante (DVD)           |
| 2005 | Vamos Compartilhar - Lançamento: 2005 - Gravadoras: Diante do Trono - Formatos: CD, Playback, DVD & download digital - Duração: 52:21 (CD) e 52:24 (DVD) - Vendas: 150.000 (CD) 120.000 (DVD) - Certificações: Platina (CD) Diamante (DVD)                    |
| 2006 | A Arca de Noé - Lançamento: 2006 - Gravadoras: Diante do Trono - Formatos: CD, Playback, DVD & download digital - Duração: 50:57 (CD) e 50:42 (DVD) - Vendas: 200.000 (CD) 250.000 (DVD) - Certificações: Platina (CD) Diamante (DVD)                         |
| 2007 | Samuel, o Menino que Ouviu Deus - Lançamento: 2007 - Gravadoras: Diante do Trono - Formatos: CD, Playback, DVD & download digital - Duração: 48:41 (CD) e 49:13 (DVD) - Vendas: 125.000 (CD) 120.000 (DVD) - Certificações: Platina (CD) 2× Platina (DVD)     |
| 2008 | Para Adorar ao Senhor - Lançamento: 2008 - Gravadoras: Diante do Trono - Formatos: CD, DVD & download digital - Duração: 47:39 (CD) e 110:00 (DVD) - Vendas: 50.000 (CD) 60.000 (DVD) - Certificações: Ouro (CD) Platina (DVD)                                |
| 2010 | Amigos do Perdão - Lançamento: 2010 - Gravadoras: Som Livre e Diante do Trono - Formatos: CD, DVD & download digital - Duração: 43:58 (CD) e 110:00 (DVD) - Vendas: 100.000 (CD) 130.000 (DVD) - Certificações: Platina (CD) 2× Platina (DVD)                 |
| 2012 | Davi - Lançamento: 25 de Setembro de 2012 - Gravadoras: Som Livre e Diante do Trono - Formatos: CD, Playback, DVD, Blu-ray & download digital - Duração: 53:07 (CD) e 54:47 (DVD) - Vendas: 60.000 (CD) 52.000 (DVD) - Certificações: Ouro (CD) Platina (DVD) |
| 2015 | Renovo Kids - Lançamento: 9 de outubro de 2015 - Gravadoras: Onimusic - Formatos: CD - Duração: 69:00 (CD) - Vendas: 5.000 (CD) - Certificações: (CD) |
| 2016 | DT Babies - Lançamento: 30 de setembro de 2016 - Gravadoras: Onimusic - Formatos: CD - Duração: 57:00 (CD) - Vendas: 2.000 (CD) - Certificações: (CD) |

### Álbuns de estúdio
| Ano  | Informações do álbum |
| ---- | --- |
| 2006 | En los Brazos del Padre - Lançamento: 2006 - Gravadoras: Diante do Trono - Formatos: CD - Duração: 70:58 (CD) - Vendas: - Certificações:                                                             |
| 2006 | In the Father's Arms - Lançamento: 2006 - Gravadoras: Diante do Trono - Formatos: CD - Duração: 71:06 (CD) - Vendas: - Certificações:                                                                |
| 2012 | Global Project: Português - Lançamento: 18 de setembro de 2012 - Gravadoras: CanZion Brasil - Formatos: CD & download digital - Duração: 66:46 (CD) - Vendas: 70.000 (CD) - Certificações: Ouro (CD) |

### Instrumental
| Ano  | Informações do álbum |
| ---- | --- |
| 2006 | Sem Palavras - Lançamento: 2006 - Gravadoras: Diante do Trono - Formatos: CD, DVD & download digital - Duração: 44:52 (CD) e 57:41 (DVD) |

### Solo Ana Paula Valadão
| Ano  | Informações do álbum |
| ---- | --- |
| 2000 | Aclame Ao Senhor - Lançamento: 2000 - Gravadoras: Hosanna! Music, Diante Do Trono - Formatos: CD VHS e Playback - Duração: 53:38 (CD) e 59:53 (VHS) - Vendas: 14.000(CD) e 30.00(DVD) - Certificações: Ouro (CD) |
| 2000 | Shalom Jerusalém Ana Paula Valadão e Paul Willbur - Gravação: 5 de Agosto de 2000 - Lançamento : 2000 - Gravadoras: Hosanna! Music, Diante do Trono - Formatos: CD                                               |
| 2009 | As Fontes do Amor - Lançamento: 2009 - Gravadoras: Diante do Trono - Formatos: CD e Playback - Duração: 61:52 (CD) - Vendas: 100.000 (CD) - Certificações: Ouro (CD)                                             |

### CTMDT (Centro de Treinamento Ministerial Diante do Trono)
| Ano  | Informações do álbum |
| ---- | --- |
| 2006 | Viver por Ti - Local da Gravação: Centro de Treinamento Ministerial Diante do Trono, Santa Luzia, MG - Data da Gravação: 18 de Novembro de 2006 - Lançamento: 2006 - Gravadoras: Diante do Trono - Formatos: CD & DVD - Duração: 68:30 (CD) e 88:37 (DVD)                |
| 2009 | Não Haverá Limites - Local da Gravação: Igreja Batista Central, Belo Horizonte, MG - Data da Gravação: 18 de outubro de 2008 - Lançamento: 2009 - Gravadoras: Diante do Trono - Formatos: CD & DVD - Duração: 62:50 (CD) e 77:57 (DVD)                                   |
| 2012 | Tu És Tudo Pra Mim - Local da Gravação: Auditório do Centro de Treinamento Ministerial Diante do Trono, Belo Horizonte, MG - Data da Gravação: 31 de Outubro de 2012 - Lançamento: 2012 - Gravadoras: Diante do Trono - Formatos: CD - Duração: 67:17 (Download digital) |

### Nations Before The Throne
| Ano  | Informações do álbum |
| ---- | --- |
| 2012 | Suomi Valtaistuimen Edessä - Idioma: Finlandês - Lançamento: novembro de 2012 - Gravadoras: Missiokustannus - Formatos: CD & download digital - Duração: 65:12 (CD) |
| 2014 | Läpimurto - Idioma: Finlandês - Lançamento: 2 de julho de 2014 - Gravadoras: Missiokustannus - Formatos: CD & download digital - Duração: 76:51 (CD)                |
| 2015 | Deutschland Vor Dem Thron - Idioma: Alemão - Lançamento: 15 de dezembro de 2015 - Gravadoras: Diante do Trono - Formatos: CD & download digital - Duração: (CD)     |

## Singles
| Ano  | Single |
| ---- | --- |
| 2016 | Tu és Bom (You Are Good) |
| 2016 | Começa a Brilhar |
| 2017 | Deserto de Revelação |
| 2018 | Eu Só Posso Imaginar (I Can Only Imagine) Eu E A Minha Casa                                                                               |
| 2019 | Meu Ar Levanto Um Aleluia (Ft. Isaías Saad) A Sua Voz Defensor Santo Espírito (feat. Gabriela Rocha)                                      |
| 2020 | Sacode o Pó |
| 2021 | Não Ficou Assim Te Adoramos (feat. Gabriel Guedes) Deixa a Luz Entrar Respirar Sobre as Ruínas Suspiro Seja o Centro (feat. Nívea Soares) |
| 2022 | Te Adoramos We Adore You (feat. Corey Voss) Relance (Digno é o Cordeiro) Sim e Amém                                                       |